# La noia del camí
La noia del camí (títol original en anglès The Little Girl Who Lives Down the Lane) és una pel·lícula coproduïda entre Canadà, Estats Units i França, dirigida per Nicolas Gessner, estrenada el 1976.

## Argument
Al Canadà, una noia de 13 anys, Rynn Jacobs, viu molt sola en una gran casa des de la mort sobtada i misteriosa del seu pare que intenta dissimular. El seu problema comença quan el fill de la propietària, Frank Hallet, que manifesta un interès evident per ella, li ret visita. Amb la seva mare, constituiran una amenaça per a Rynn. Tanmateix, la noia coneix el jove Mario Podesta amb el qual lliga amistat i que l'ajudarà...

## Repartiment
- Jodie Foster: Rynn Jacobs
- Martin Sheen: Frank Hallet
- Alexis Smith: Madame Hallet
- Scott Jacoby: Mario Podesta
- Mort Shuman: Ron Miglioriti
- Clesson Goodhue: El director del banc
- Hubert Noël: Un empleat del banc
- Jacques Famery: Un empleat del banc
- Mary Morter: Una caixera
- Julie Wildman: Una caixera

## Premis
- 1978 Acadèmia de cinema de ciència-ficció, fantàstic i de terror[3]
  - Premi Saturn a la millor pel·lícula de terror
  - Premi Saturn a la millor actriu per Jodie Foster